# Christoph Friedrich Ploucquet
Christoph Friedrich Ploucquet (* 23. Mai 1781 in Stuttgart; † 24. Juli 1844 in Heidenheim an der Brenz) war ein deutscher Schönfärber und Tuchmacher sowie Gründer des Textilunternehmens C. F. Ploucquet.

## Leben
Christoph Friedrich Ploucquet wurde 1781 als Sohn von Sybille Margaretha Becker (1748–1823) und Johann Martin Ploucquet (1745–1809) in Stuttgart geboren. Er entstammte einer aus Lyon stammenden Hugenotten-Familie, die sich in Württemberg durch mehrere Generationen von Kunst-, Waid- und Schönfärbern, bis hin zum Urahn Johann Wilhelm Ploucquet zurückverfolgen lässt. Johann Wilhelm Ploucquet wurde um 1680 in Marbach am Neckar ansässig.
Christoph Friedrich Ploucquet wurde am 13. Januar 1806 in Heidenheim als Bürger aufgenommen und eröffnete im selben Jahr seinen Gemischtwarenhandel C. F. Ploucquet. Das Grundstück vor dem Oberen Tor (am heutigen Eugen-Jaekle-Platz) erwarb er von einem Verwandten, dem Handelsmann Brindeau. In besagtem Geschäft wurden hauptsächlich Stoffe, Wäsche und Bekleidung aller Art verkauft.
Der sich zunehmend industrialisierende Standort Heidenheim auf der Schwäbischen Alb war für Ploucquet wirtschaftlich interessant, da sich hier ein Zentrum der lokalen Textilindustrie befand. Als Rohstoff wurden das früher auf der Alb angebaute Flachs und später auch Baumwolle genutzt. Garnsiedereien, Rasenbleichen und Färbereien machten einen Großteil der Gewerbetätigkeit in Heidenheim aus. 1816 wurde Ploucquets Geschäft aufgrund der hohen Nachfrage zu klein, deshalb erweiterte er es. In knapp drei Jahrzehnten gelang es ihm, das Geschäft zu einem wichtigen Unternehmen in der Region zu machen. 1840 wandelte sich das Unternehmen von einem reinen Textilhandel zu einem produzierenden Unternehmen. Ploucquet eröffnete eine Lohnweberei mit 300 mechanischen Webstühlen, dazu erwarb er eine Stückfärberei.
Ploucquets Tochter Wilhelmine heiratete 1841 den Geschäftsmann Ludwig Friedrich Lang (1815–1873). Mit seinem Eintritt in die Firma begann ein neuer Abschnitt für das Geschäft. Die Firma handelte nicht mehr nur mit Textilien, sie produzierte sie auch. Rund 500 Weber in Heidenheim und in den umliegenden Ortschaften arbeiteten für das Unternehmen.
Ploucquet zählte in Heidenheim zu den angesehensten Bürgern. Während der Hungersnot 1816/17 half er den Bürgern mit der Gründung einer Suppenküche und steuerte Geld für die Lebensmittel bei. Er starb am 24. Juli 1844 in Heidenheim. Nach seinem Tod führten sein Schwiegersohn Ludwig Friedrich Lang und dessen Schwager, der Unternehmer Georg Jooß (1821–1912), das Geschäft weiter.
Das Unternehmen C.F. Ploucquet blieb bis 2006 in Familienhand. Im selben Jahr wurde das Stammwerk in Heidenheim geschlossen, der Firmensitz befindet sich nun in Unterföhring.